# Драгослав Рачић
Драгослав Милетић познат по ратном имену Драгослав Рачић (Годачица, код Краљева, 24. марта 1905 — Савковић, код Љубовије, новембар 1945) био је артиљеријски капетан прве класе Југословенске војске и командант Церско-мајевичке групе корпуса Југословенске војске у отаџбини током Другог светског рата.

## Биографија
Драгослав Рачић је рођен у селу Годачица, у чијем се атару Гледићке планине спуштају у Гружу. Његово крштено презиме је Милетић, а током рата је по прадеди Радославу-Рачи, свом најчувенијем претку, узео презиме Рачић. Драгославов отац Стеван био је трговац у Годачици, а мајка Симка домаћица. Имали су још троје деце: Аранђела, Милисава и Десанку. После завршене основне школе у Годачици, уписали су га у Крагујевачку гимназију. У Крагујевцу се више проводио са друштвом него што је учио, па је изгубио једну годину. Родитељи су сматрали да је њиховом сину потребна „чврста рука”, па су га, после завршеног шестог разреда гимназије, 1926. уписали на Војну академију у Београду. Као један од најбољих питомаца у класи, упућен је на двогодишњу специјализацију у Француску, где је завршио постдипломске студије.
По чину је био артиљеријски капетан прве класе. Службовао је у Сарајеву, Скопљу, Алексинцу, Марибору и Љубљани. Оженио се Верицом, кћерком бана Зетске бановине, са којом се претходно верио 18. новембра 1934. у Скопљу. Супруга Верица му је трагично преминула 1937, након једне сасвим безазлене операције (уклањање полипа на грлу), а након њене смрти се више није женио.

## Други светски рат
Априлски рат 1941. године задесио је Драгослава Милетића у Љубљани. У цивилном оделу, представљајући се као свињарски трговац, што је било једно од занимања његовог прадеде Раче, после слома Југословенске војске стигао је у Поцерину. Када је чуо за пуковника Драгољуба Михаиловића, ступио је у његову војску. Михаиловић је овластио Драгослава Рачића да настави са организовањем војске у Подрињу, с тим што је његова главна активност имала да буде у помагању устаницима с оне стране Дрине, који су, под командом мајора Јездимира Дангића, водили борбу против усташа. Рачић је лета 1941. прелазио Дрину. Нападао је усташе, али и немачки гарнизон у Зворнику. Он је први равногорски командант за којим су Немци расписали потерницу. Септембра месеца, због преурањеног устанка против Немаца, и Рачић је морао сву своју активност да усмери источно од Дрине. Са својим Церским одредом напао је Шабац, 22. септембра. Под притиском Немаца, којима је из Срема дошла у помоћ комплетна 342. дивизија, Рачићева јединица се повлачила према Церу. Рачићева јединица, сада Церска бригада, прешла је Дрину, да би још једном помогла мајору Јездимиру Дангићу. Дангић је имао да издржи напад две немачке дивизије и усташа, као и партизана. Пред надмоћнијим непријатељем, четници су наредних месеци губили позиције. Најзад је Рачић морао да се повуче источно од Дрине, док је Дангић пао у немачко заробљеништво. Другу половину 1942. и прву половину 1943. године Драгослав Рачић је посветио јачању своје јединице. Добио је чин мајора и оформио Церски корпус. У селу Савковићи подигао је цркву посвећену кнезу Лазару, која и данас постоји, а у селу Горње Кошље зграду основне школе. Јанко Туфегџић истакнути предратни књижевник и новинар је све време издавао пропагандни часопис „Глас Цера“ и сатирички часопис „Уљез“. У зиму 1942/1943. Немци су мањим акцијама специјалних јединица покушавали да заробе Рачића, али без успеха. У лето 1943. године мајор Драгослав Рачић је био на челу северног крила у четничкој офанзиви према приморју, у сусрет очекиваном савезничком искрцавању.
Рачић је ослободио Бајину Башту и друга мања места са десне обале Дрине, учествовао је у ослобађању Вишеграда 5. октобра, а затим наставио да напада Немце и усташе према Сарајеву. Церски корпус се борио против Немаца на Соколцу, када га је са десног бока напао партизански Трећи корпус, а са левог партизанска Пета дивизија. Истовремено, четнике су са леђа упорно нападали Немци, са својим новим, свежим снагама. У таквој ситуацији четничке јединице успеле су да се повуку на полазне положаје без већих губитака. Одмах после овога, генерал Драгољуб Михаиловић наредио је да се образују крупније јединице за одбрану Србије од партизана, који су у захваљујући британској помоћи били знатно наоружанији. Мајор Драгослав Рачић најпре је био на челу Церско-мајевичке групе корпуса, а затим, од пролећа 1944. године на положају команданта Четврте групе јуришних корпуса, најелитније и најбројније четничке јединице, састављена најпре од пет, а потом, крајем лета, и од седам јуришних корпуса. Ови јуришни корпуси формирани су од најбољих бригада из постојећег корпуса. Под Рачићевом командом, као команданти јуришних корпуса, тада су били капетани Предраг Раковић, Никола Калабић, Војислав Туфегџић, Миомир Коларевић и Милош Марковић. Начелник Рачићевог штаба био је капетан Нешко Недић. Четврта група јуришних корпуса, ојачана локалним јединицама, током Операције „Трумпф“ тешко је поразила партизанске дивизије које су, под командом Коче Поповића и енглеског мајора Џона Хејникера Мејџора, из Топлице продрле до падина Копаоника и Гоча. Од 5. до 27. јула комунисти су непрестано гоњени све до Радан планине. Рачић се затим вратио на Копаоник да сачека нову групу партизанских дивизија, које су, под командом Пекa Дапчевића, долазиле из правца запада. Са променљивом срећом, Рачић се током августа борио против ових партизанских дивизија. Партизани нису успели да пређу Западну Мораву и стигну до Шумадије, мада су били неупоредиво боље наоружани, а Рачић није успео да их врати преко Копаоника.
Драгослав Рачић је са Николом Калабићем и Нешком Недићем у Михаиловићево име 11. августа у Тополи преговарао о заједничкој борби против партизана. Најважнији услови за сарадњу су били да Михаиловић остане лично у илегали и да покрет Драже Михаиловића не буде оденут у немачке униформе.
Првих дана септембра комунисти се ипак повлаче према западу, у сусрет новим дивизијама које су долазиле из правца Босне. Још једна битка одиграла се на Јеловој гори код Ужица, 8. септембра. Првог дана партизани су се повукли пред јуришом, али већ сутрадан четници су морали да одступе због огромне несразмере снага. Њихова нова противофанзива постала је бесмислена када су, почев од 19. септембра, источну границу Југославије прешле совјетска и бугарска армија.

## Повратак у Србију и смрт
Од октобра 1944. до маја 1945. године, потпуковник, а затим и пуковник Драгослав Рачић се повлачио са четницима кроз Босну. Марта 1945. године све четничке снаге подељене су у три колоне, са циљем: пробој ка Србији и дизање устанка против комуниста. Рачић је командовао левом колоном. На ушћу Сутјеске у Дрину, на падинама Зеленгоре, маја 1945. године уништена је и главнина четничких јединица. Рачић је прешао Дрину, и у јесен 1945. године, са тринаест пратилаца, дошао у село Савковиће, на своју некадашњу територију. Видоје Обрадовић, син угледног домаћина Петка Обрадовића, направио је у свом дворишту земуницу за пуковника Рачића, у којој су се они скривали до новембра. Тамо га је средином новембра 1945. открила партизанска јединица, где је после краће борбе убијен.
Мајор Војислав Туфегџић и његов брат резервни мајор Јанко Туфегџић такође су се вратили у село Савковић у кућу фамилије Радојичић код Драгише Радојичића где им је и раније био штаб са целокупном архивом церско - мајевичке групе корпуса и новина "Глас Цера". Комунисти нису успели да заплене архиву. Браћа Туфегџић су убијена при покушају пребацивања за Вишеград.

## Иницијатива
У Љубовији је покренута иницијатива за откривање гроба мајора Рачића. На планини Бобији у селу Савковић 2003. године подигнут је споменик Драгославу Милетићу Рачићу.